# Schrozburg
Die Schrozburg, auch Schrotzberg genannt, ist eine abgegangene Wasserburg in der Oberstettener Straße 52 am nördlichen Ortsrand der Stadt Schrozberg im Landkreis Schwäbisch Hall in Baden-Württemberg.
Die Turmhügelburg (Motte) wurde im 12. Jahrhundert erbaut und von den Herren von Schrotzburg bewohnt, welche wohl als staufische Ministeriale zuvor auf der Burg Leineck bei Gmünd oder in Neuenstein als hohenlohische Lehnsleute gesessen hatten. Im 14. Jahrhundert verfiel die Burg und wurde 1441 von den Rothenburgern zerstört. Daraufhin wurde am Vorbach bei dem abgegangenen Ort Oberhausen ein Schloss (Wasserschloss) errichtet, das sich zum heutigen Schloss Schrozberg in Schrozberg entwickelte. Von der ehemaligen Burganlage sind noch der quadratische Burghügel und ein Graben erhalten. Diese befinden sich auf Privateigentum.